# Eremo di San Michele (Tremosine sul Garda)
L'eremo di San Michele è un eremo situato nella Val San Michele, nel comune di Tremosine sul Garda, in provincia di Brescia e diocesi di Brescia.

## Storia

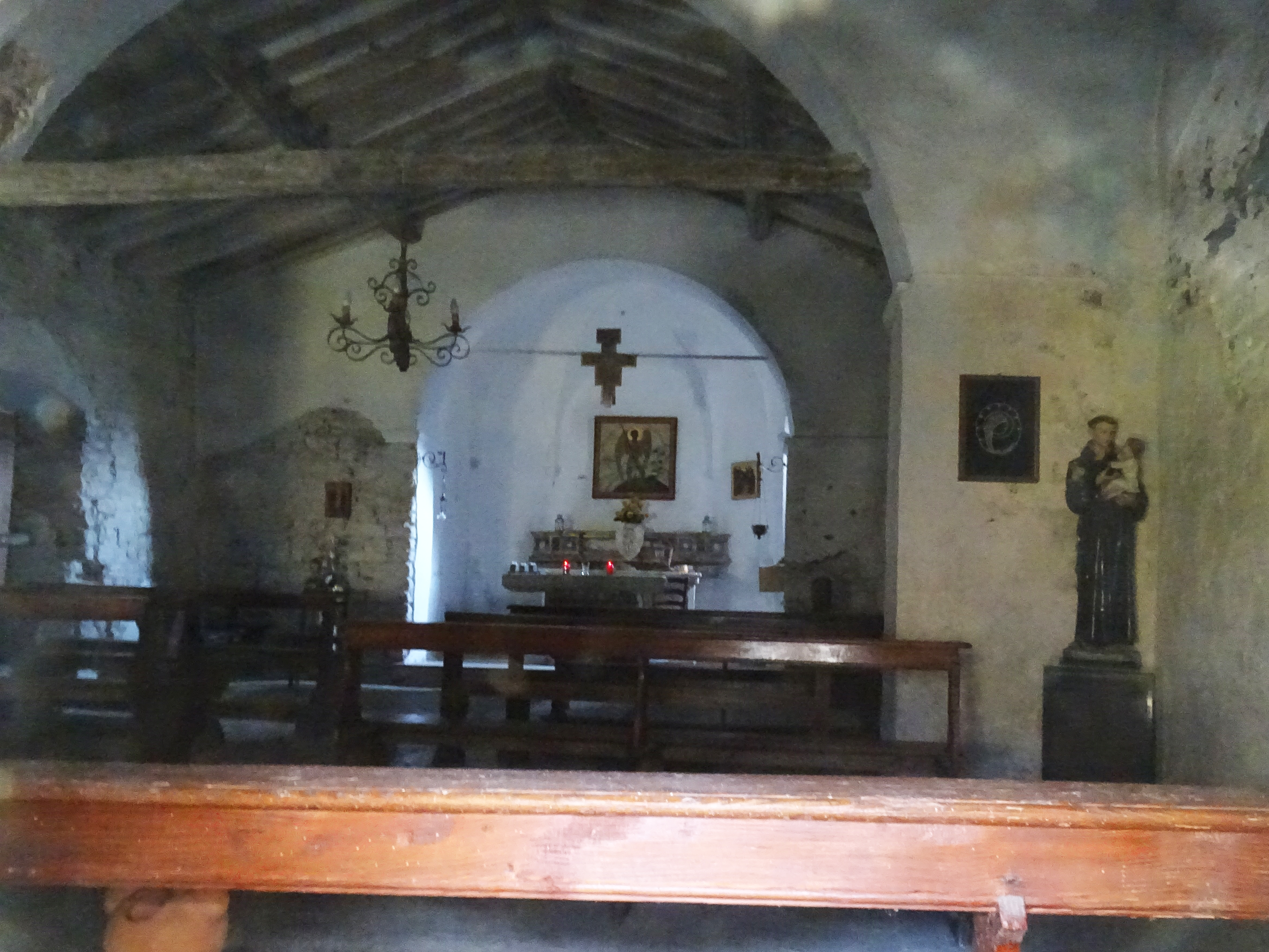
Interno della chiesa

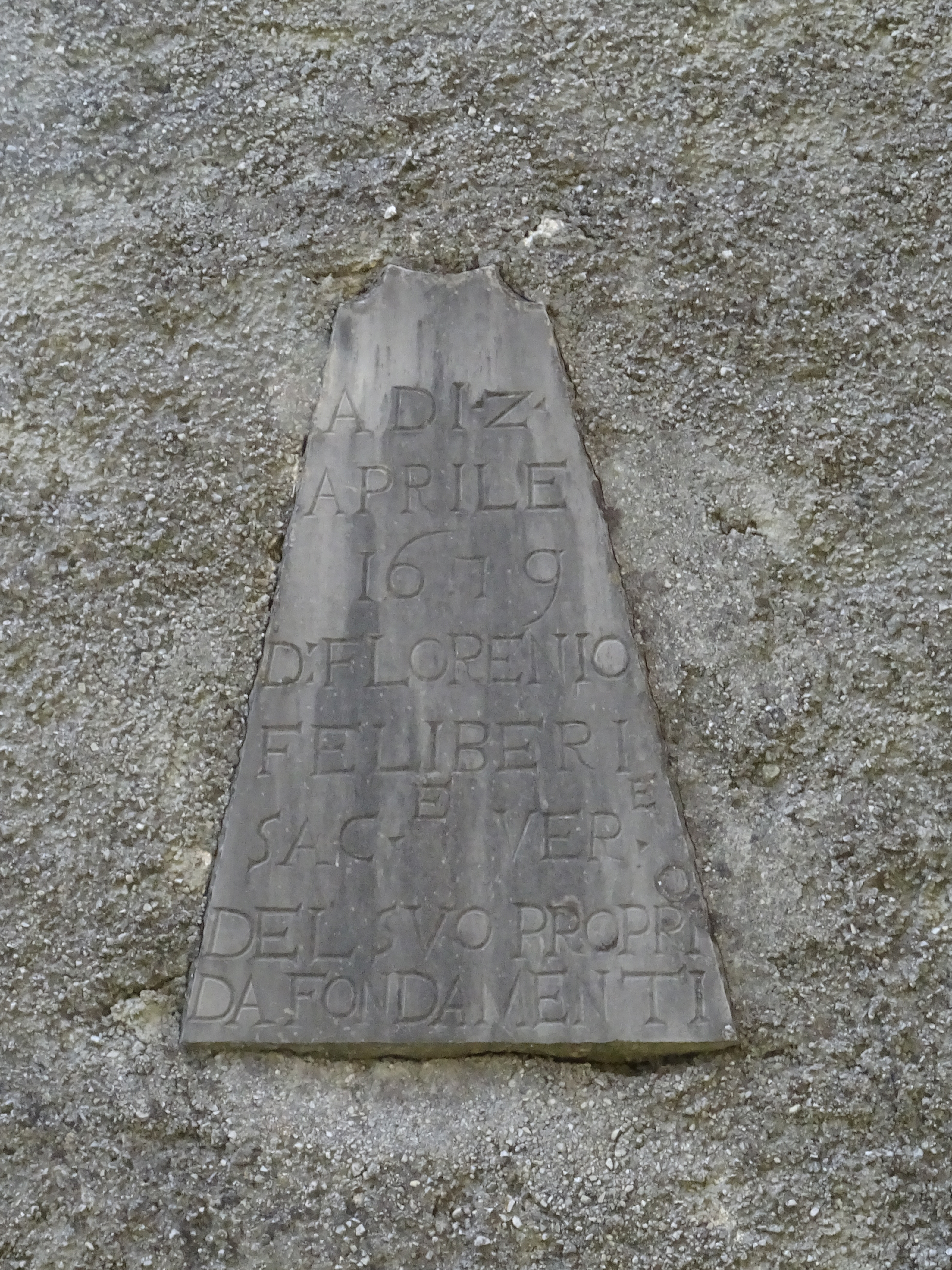
Lapide affissa sul retro dell'eremo che ricorda la costruzione del romitorio

La chiesa è di origine molto antica, altomedievale; l'analisi delle murature e reperti trovati al suo interno consentirebbero di ipotizzarne la costruzione nel VII-VIII secolo; la prima citazione documentale è in una bolla di papa Urbano III del 1187 e la struttura odierna è ancora successiva, risalente in gran parte al XIV secolo. Tra le varie ipotesi sulla sua fondazione, è stata ricollegata ai Longobardi, oppure a carbonai e fabbri che abitavano un tempo queste zone, entrambi gruppi che avevano eletto san Michele a loro patrono.
Inizialmente si trattava solo di una chiesa e non di un eremo; la sua trasformazione, con la costruzione dell'annesso fabbricato ad uso abitativo, avvenne nel 1679 per opera del prete veronese Florenio Feliberi, che vi abitò, vi morì nel 1694 e vi venne sepolto in una tomba che era stata preparata già dal 1686; contestualmente all'erezione del romitorio venne anche rimaneggiata la chiesa, aprendo gli ingressi e le finestre e inserendo l'arcata divisoria nella navata.
Dopo Feliberi vi abitarono vari altri eremiti, fino a che il luogo non cadde in abbandonato a partire dall'Ottocento; venne restaurato nel 1994 su iniziativa del gruppo ANA di Vesio, e quindi affidato all'ordine dei Frati Minori di Lombardia.

## Descrizione
L'eremo è situato nella Val San Michele, su una piccola altura che si stacca dalle pendici del monte Tremalzo; in quel punto si incrociavano due sentieri provenienti da Tremosine e da Tignale, e la strada si biforcava poi nuovamente, da una parte proseguendo verso Storo tramite il passo di Lorina, e dall'altra verso Concei tramite il passo di Tremalzo. L'edificio è dotato di un piccolo campanile a vela e la facciata è preceduta da un lungo portico.
All'interno la chiesa misura circa 6,75x7,30 metri; è ad aula unica, divisa a metà da un'arcata a tutto sesto e coperta da un soffitto a capriate lignee; termina in fondo con un'abside pentagonale voltata a lunette costolonate, risalente alla fine del Quattrocento o all'inizio del Cinquecento. La facciata della chiesetta è aperta dal portalino d'ingresso e da due finestrelle; un ingresso laterale si trova nella parete nord.